# Дорофей (Форснер)
Архимандрит Дорофей (швед. Arkimandrit Dorotej; в миру Карл Давид Форснер, швед. Carl David Forsner; род. 26 января 1971, Грют) — священнослужитель Скандинавской епархии Сербского патриархата, архимандрит, настоятель единственного шведоязычного Свято-Троицкого монастыря в местечке Бредаред близ Буроса.

## Биография
Родился 26 января 1971 года в Грюте (Gryt) в лёне Эребру в Швеции, в семье шведского лютеранского пастора Эйгила Форснера (швед. Eigil Forsner), настоятеля Эдсбергской кирхи (1976—1983). Его мать — лютеранский кантор. После кончины в 1984 году отца, начал интересоваться вопросами духовной жизни. С 1986 года начал изучать Священное Писание, историю древней неразделённой церкви. Обучаясь в гимназии в Гётеборге, начал посещать сербский православный приход в честь св. Марии Магдалины.
В 1989 году, по достижении совершеннолетия, принял православие, а в сентябре 1993 года, в период военных действий в Югославии, направился в Сербию, где поселился в монастыре Каона в Шабацко-Валевской епархии. В 1994 году был пострижен в монашество с именем Дорофей и хиротонисан во иеродиакона.
В 1995 году состоялось его рукоположение во иеромонаха. Вскоре был переведён в монастырь в Лелич, близ Валева, куда из США были перенесены мощи новопрославленного сербского святого Николая (Велимировича).
В 2000 году иеромонах Дорофей вернулся в Швецию, где вместе с двумя другими шведскими монахами основал Свято-Троицкое братство (швед. Heliga Treenighetens brödraskap).
30 июня 2001 года епископом Досифеем (Мотикой) утверждён в качестве настоятеля новооткрытого Свято-Троицкого монастыря в местечке Бредаред близ города Буроса.
Кроме ролного шведского владеет английским, сербским и русским языками. Занимается переводами православных богослужебных текстов на шведский язык.